# Саймон, Уолт
Уолтер Дж. «Уолт» Саймон (англ. Walter J. "Walt" Simon; 1 декабря 1939 года, Делкамбр, штат Луизиана, США — 10 октября 1997 года, Луисвилл, штат Кентукки, США) — американский профессиональный баскетболист, который играл в Американской баскетбольной ассоциации, отыграв семь из девяти сезонов её существования. Помимо этого успел поиграть в EPBL, став её трёхкратным победителем в составе команды «Аллентаун Джетс» (1962, 1963, 1965).

## Ранние годы
Уолтер Саймон родился 1 декабря 1939 года в городе Делкамбр (штат Луизиана), затем переехал в Нью-Йорк, где он учился в коммерческой средней школе, в которой играл за местную баскетбольную команду.